# Moby
Richard Melville Hall (Nova Iorque, 11 de setembro de 1965) mais conhecido pelo seu nome artístico Moby, é um cantor, músico, DJ e fotógrafo estadunidense. É conhecido por singles como "Flower", "Go", "Porcelain", "South Side" (com Gwen Stefani), "We Are All Made of Stars", "Why does my heart feel so bad" e "Lift Me Up". Já lançou outros trabalhos sob nome Voodoo Child, Barracuda, UHF, The Brotherhood, DJ Cake, Lopez e Brainstorm/Mindstorm.
Moby toca teclado, guitarra e baixo. Seu nome deriva da obra Moby Dick de Herman Melville, que foi seu tio-tetravô. Declarou-se Vegano e participa ativamente de campanhas para sensibilizar as pessoas pela libertação animal.

## Biografia
Moby nasceu na cidade de Nova Iorque, mas cresceu em Connecticut, onde começou a fazer música quando tinha 9 anos de idade. Ele começou a tocar violão clássico e estudou teoria musical, e passou a tocar com um grupo de hardcore punk quando tinha 14 anos, eventualmente tocando com a banda Vatican Commandos. Lançou seu primeiro single de sucesso em 1991, "Go". Seus próprios discos já venderam mais de 20.000.000 de cópias pelo mundo, e ele também produziu e remixou dezenas de outros artistas, incluindo David Bowie, Metallica, The Beastie Boys, Public Enemy, Britney Spears, entre outros. Foi nomeado "Person of the Year" em 2015 pelo Veggie Awards.

## Além da música
O nome de Moby é inspirado pela obra de Herman Melville, o clássico da literatura Moby Dick, e é o apelido pelo qual seus pais o chamavam na infância. Moby cita que o autor era um de seus ancestrais na família Melville, de forma que escolheu o nome como um tributo.
Ele é vegano e um forte defensor dos direitos animais, tendo aberto seu próprio restaurante em 2015. Mora atualmente em Nova Iorque em Little Italy, onde já vive há mais de uma década, perto do apartamento de David Bowie.
Em 2008, após a morte de Gary Gygax, afirmou publicamente ser jogador de Dungeons & Dragons, juntando-se a uma longa lista de outras celebridades.
Lançou em maio de 2016 uma autobiografia intitulada "Porcelain: A Memoir".

## Discografia
Álbuns de estúdio
- Moby (1992)
- Ambient (1993)
- Everything Is Wrong (1995)
- Animal Rights (1996)
- Play (1999)
- 18 (2002)
- Hotel (2005)
- Last Night (2008)
- Wait for Me (2009)
- Destroyed (2011)
- Innocents (2013)
- Long Ambients 1: Calm. Sleep. (2016)
- These Systems Are Failing (2016)
- More Fast Songs About the Apocalypse (2017)
- Everything Was Beautiful, and Nothing Hurt (2018)
- Long Ambients 2 (2019)
- All Visible Objects (2020)
- Live Ambients – Improvised Recordings Vol. 1 (2020)
- Reprise (2021)
- Ambient23 (2023)
- Always Centered at Night (2024)